# مینوسینسک
شهر مینوسینسک (به روسی: Минусинск) در کشور روسیه و در کرای کراسنویارسک واقع شده‌است.